# Mara Soldi Maretti
Mara Soldi Maretti (Casalbuttano, 1931 - 1988) va ser una mestra i poetessa llombarda.
Va treballar tota la vida de mestra a la seva població natal, Casalbuttano, i va tenir cinc fills. És coneguda per la seva obra poètica escrita en llombard i italià, amb la qual presta especial atenció a les tradicions, la cultura i la seva transmissió a la mainada.

## Obra
- Ma pudaròo màai dìite.
- Prosit (1964).